# Фундація (телесеріал)
«Фундація» (англ. Foundation, досл. «Заснування») — американський науково-фантастичний телевізійний серіал для стрімінгової платформи Apple TV +, заснований на однойменній книжковій серії Айзека Азімова. 12 березня 2020 року виробництво було призупинено через пандемію COVID-19. Прем'єра першого сезону відбулася 24 вересня 2021 року, другого — 14 липня 2023 року, а третього — 11 липня 2025.

## Сюжет

### Перший сезон
Галактикою вже 12 тис. років править Імперія, що об'єднує численні планети. Останні 400 мирних років нею керує імператор Клеон, якого клонують задля недопущення претензій на трон. В столиці Імперії, на планеті Трантор, вчений Гарі Селдон розробляє науку психоісторію, що дозволяє прогнозувати розвиток великих людських спільнот. За його розрахунками, впродовж 500 років Імперія загине. Це неможливо відвернути, проте можна пом'якшити наслідки і за тисячі років цивілізацію буде відновлено. Для цього Селдон розробляє Фундацію — офіційно — організацію для укладення енциклопедії галактичних знань, а насправді — таємного спрямування розвитку суспільства.
Для виконання свого плану Селдон заручається підтримкою Ґаал Дорнік — здібної до математики дівчини з релігійної планети Синнакс. Імператор не вірить у правдивість психоісторії, але після теракту над столицею дозволяє заснувати Фундацію на віддаленій планеті Термінус. Вірогідних винуватців теракту, жителів протиборчих планет Анакреон і Феспія, імператор наказує покарати, розбомбивши їхні планети.
Під час багаторічного польоту до Термінуса Ґаал закохується в Рейча, прийомного сина Селдона. Потай від решти Селдон доручає Рейчу вбити його, щоб постати мучеником, який надихатиме Фундацію. Проте через передчуття Ґаал стає свідком убивства. Тоді Рейч кидає її в рятувальну анабіозну капсулу, призначену для нього, та запускає капсулу в космос. Труну з тілом Селдона викидають за борт, де вона летить до невідомої мети.
Фундація досягає безлюдного Термінуса, на якому стоїть таємниче Сховище. Минає понад 30 років і доглядачкою Сховища стає Сальвор Гардін, яка отримує видіння про минулі епізоди з життя Ґаал та Рейча. Вцілілі анакреонці прилітають на Термінус і забирають частину її жителів разом з Сальвор для відновлення загубленого військового зорельота «Інвіктус», щоб за його допомогою помститися Імперії. «Інвіктус» вдається перемістити до Термінуса, але анакреонцям намагаються завадити феспійці. В розпал протистояння виявляється, що у Сховищі, яке було труною Селдона, збережено копію особистості Гарі. Він примирює Фундацію, анакреонців і феспійців, які об'єднуються, щоб будувати разом нову цивілізацію. Проте він не може пояснити видіння Сальвор. Вона, дізнавшись, що вона була виношена з ембріона зачатого Ґаал і Рейчем, покидає планету, щоб знайти своїх генетичних батьків.
У той же час проти імператорської влади виступає стародавній релігійний культ. Аби втихомирити його, чинний клон імператора, Брат День, проходить випробування, яким доводить, що клони мають душу. Молодший клон, Брат Світанок, виявляє в себе генетичні відхилення, які намагається приховати. Він закохується в садівницю Азуру, з якою тікає, боячись, що його уб'ють і замінять здоровим клоном. Але це виявляється частиною змови проти імперської влади, яку старий клон, Брат Сутінь, викриває. Брат День бажає лишити Світанка живим, ставлячись до нього, як до сина. Проти цього виступає консервативний Брат Сутінь, але суперечку вирішує Ето Демерзель — робот-майордомо клонів, яка вбиває Світанка. Та як згодом з'ясовується, генетичні відхилення мають усі клони.
Капсулу з Ґаал підбирає автоматичний зореліт Селдона «Ворон», очікуючи, що в капсулі буде Рейч. Копія особистості Селдона на його борту сперечається з Ґаал щодо того чи порушило це первісний задум порятунку галактики. Ґаал розуміє, що в неї є дар передчуття, вплив якого психоісторія не може передбачити. Селдон переконує Ґаал в необхідності летіти далі на його рідну планету задля створення Другої Фундації, Ґаал у розпачі через загибель Рейча і ранні плани Селдона розлучити їх, відмовляється від будь-якої участі в його планах і вимагає відпустити її на Синнакс. Вона нищить систему терморегуляції корабля і ставить Селдона перед вибором її загибелі, або її свободи. Він відчиняє їй двері, Ґаал лягає в кріокапсулу та вирушає додому на Синнакс, а «Ворон» невдовзі вибухає.
За 138 років Ґаал досягає Синнакса, що майже цілком покрився водою, де знаходить потонулу капсулу з Сальвор.

### Другий сезон
Ґаал і Сальвор знайомляться та вирішують перезапустити зореліт Сальвор, який зазнав аварії в океані. Їм доводиться випустити оцифрованого Селдона. Як виявляється, його план далеко розійшовся з реальністю і це тільки погіршить становище галактики. Сальвор усвідомлює, що може бачити минуле і це прояснює видіння Ґаал майбутнього. Селдон сподівається, що Друга Фундація все ж була заснована. Коли Ґаал намагається передбачити куди летіти в її пошуках, вона бачить завойовника Мула та мертву Сальвор.
У той час Імперія фактично покинула багато своїх планет. Трантор оточено штучними кільцями. Новий Брат День хоче одружитися з принцесою Сарет і переживає замах на себе, виживши тільки завдяки втручанню Демерзель. Шукаючи замовників, він дізнається, що Фундація могла вціліти. Тому він доручає ув'язненому раніше генералу Белу Ріосу очолити експедицію до околиць Імперії, щоб розвідати чи існує загроза від Фундації. Сарет тим часом підозрює Дня в убивстві її родини, проводячи таємне розслідування. Світанок і Сутінь вважають, що День надто відхилився від ідеалів свого оригінала та бажає узурпувати владу.
Фундація до того часу поширює свій вплив під виглядом Церкви Галактичного Духа. Двох місіонерів, Константу та Полі Верісофа, терміново відкликають на Термінус, коли Сховище знову відкривається. Єдиним посланням Селдона є знайти Гобера Меллоу, авантюриста, що повинен виконати таємне завдання. В Фундації виникають суперечки про те як Селдон міг передбачити майбутнє настільки детально.
Ґаал і Сальвор за порадою оцифрованого Селдона відвідують планету, де Селдон отримує фізичне тіло, хоча сам не може пояснити як це сталося. Втрьох вони прямують на планету Іґніс, де знаходять товариство телепатів. Його керівниця Теллем намагається захопити тіло Ґаал, щоб продовжити власне життя. Водночас вона боїться наближення Мула та хоче знищити сховище знань Селдона.
Константа й Полі вирушають на Трантор як посли, щоб відкрито заявити про Фундацію. Коли їх схоплюють, Меллоу рятує Константу просто з імператорського палацу, але невдовзі їх схоплює Бел, забравши на імператорський флагман. Бел вагається чи служити Імперії, та все ж вирішує, що вона надто сильна, щоб бунт проти неї увінчався успіхом. Брат День негайно відлітає до Термінуса та пропонує Фундації здатися. Своїми діями він намагається довести, що вільний і непередбачуваний, а отже психоісторія хибна. Отримавши відмову, він знищує Термінус. Брат Сутінь у той час, скориставшись відсутністю Дня в столиці, з'ясовує, що Демерзель маніпулює клонами, підтасовуючи їхні спогади, і вона фактична правителька Імперії. Але Демерзель повертається на Трантор і вбиває Сутінь, не здогадуючись, що той лишив для Світанка таємний знак. Завдяки цьому знаку Світанок тікає з Сарет, яку покохав.
Після знищення Термінуса Брат День хоче знищити всі планети, на які встигла вплинути Фундація. Запуск флоту в каральну експедицію проте обертається катастрофою внаслідок змови Меллоу з навігаторами зорельотів, які хотіли звільнитися від контролю Імперії. Флот вибухає, разом з ним гинуть Брат День, Бел і Меллоу. Константа рятується і згодом виявляє в космосі Сховище, де врятувалися всі представники Фундації. Сальвор убиває Теллем, але та завдає їй підступного смертельного удару. Хоча Сальвор гине, це переконує Селдона й Ґаал, що видіння тепер не справдиться, а отже майбутнє можна змінити. Обоє лягають до анабіозних капсул, щоб прокинутися через 152 роки, в епоху, коли з'явиться Мул.

### Третій сезон
Коли Ґаал прокидається, галактика суттєво змінилася. Імперія втратила сотні планет і визнала Фундацію. В самій Фундації відбувається внутрішня боротьба. В цей час Мул захоплює нейтральну планету Калґан за допомогою масової телепатії. Демерзель скликає Ранка, Дня та Сутінь, щоб повідомити про виявлену нею аномалію психоісторії. З невідомої причини стало неможливо передбачити події через 4 місяці. Демерзель припускає, що Імперії та Фундації загрожує вимирання. Селдон під час одного з попередніх пробуджень засновує Другу Фундацію, що діятиме таємно від Першої за допомогою телепатичного впливу.
Світанок тікає з Ґаал, а День покидає палац сам. На тлі цього розкривається, що Демерзель стояла за атакою Анакреона та Феспії з метою досягти створення Фундації, яка на думку Демерзель подовжить існування Імперії.
Торговці Фундації, Торан Меллоу та Бейта, забирають Мулового музиканта, вважаючи, що звільняють його. Бейта планує використати музиканта для збільшення влади торговців. Світанок збирає армаду космічних кораблів для взяття Калґана в облогу. Та це виявляється пасткою Мула, що провокує зоряний спалах, який нищить Калґан і армаду.

## Актори та персонажі
| Актор             | Роль                                                                         |
| ----------------- | ---------------------------------------------------------------------------- |
| Джаред Гарріс     | Гері Селдон, вчений, винахідник науки психоісторії                           |
| Лі Пейс           | Брат День, чинний клон імператора Клеона                                     |
| Терренс Манн      | Брат Сутінь, старший клон імператора Клеона                                  |
| Касіян Білтон     | Брат Світанок, молодший клон імператора Клеона                               |
| Лу Ллобелл        | Ґаал Дорнік, напарниця Селдона, дівчина, здібна до математики                |
| Лія Харві         | Сальвор Гардін, жителька Термінуса, розвідниця, доглядачка Сховища           |
| Альфред Енох      | Рейч Селдон, прийомний син Селдона                                           |
| Різ Шерсміт       | Джерілл, «майстер тіней», спецагент Брата Дня                                |
| Лаура Бірн        | Ето Демерзель, майордомо клонів імператора, остання з роботів                |
| Ізабелла Лафленд  | Константа, проповідниця Церкви Галактичного Духа (2 сезон)                   |
| Кульвіндер Гір    | Полі Верісоф, клерик Церкви Галактичного Духа (2 сезон)                      |
| Олівер Кріс       | Директор Сермак, керівник Фундації                                           |
| Мікаел Персбрандт | Мул, телепат, який загрожує галактиці в майбутньому (2 сезон)                |
| Елла-Рей Сміт     | Королева Сарет, правителька Хмарного Домініону, наречена Брата Дня (2 сезон) |
| Димітрій Леонідас | Гобер Меллоу, авантюрист і торговець (2 сезон)                               |
| Голт Маккелені    | Яґер Фаунт, наглядач (2 сезон)                                               |

## Епізоди

### Перший сезон
| № серії | Назва серії                                     | Режисер(и)      | Сценарист(и)                 | Оригінальна дата виходу |
| --- | ----------------------------------------------- | --------------- | ---------------------------- | ----------------------- |
| 1 | «Спокій імператора» «The Emperor's Peace»       | Руперт Сендерс  | Девід С. Ґоєр і Джош Фрідмен | 24 вересня 2021         |
| Здібна до математики жителька водної планети Синнакс, Ґаал Дорнік, отримує запрошення працювати в столиці Галактичної імперії з психоісториком Гері Селдоном. Прибувши туди, Ґаал дізнається, що імператор вважає Селдона небезпечним вільнодумцем, адже той математично передбачив загибель імперії впродовж 500 років. Селдона та Ґаал заарештовують і віддають під суд. Дівчину підмовляють свідчити проти психоісторика та спростувати його прогноз. Однак, вона підтримує вченого. Селдон розповідає про свій план: загибель держави неможливо відвернути, проте можливо скоротити майбутні «темні віки» з 30 тис. років до 1 тис. Для цього він пропонує створити Фундацію — сховище знань, доступ до якого матимуть всі жителі імперії та зуміють завдяки їм відбудувати цивілізацію. Імператор наказує стратити підсудних, але в цей час стається теракт на космічному ліфті Трентора «Зоряний міст», внаслідок якого гинуть мільйони людей. Імператор починає вірити у прогноз і доручає Селдону з Ґаал створити Фундацію, але не на Тренторі, а на далекій малозаселеній планеті Термінус, яку не можна буде покинути. Та це також виявляється частиною плану Селдона. Минає 35 років і група дітей наближається до таємничого Сховища на Термінусі. |                                                 |                 |                              |                         |
| 2 | «Готуючись жити» «Preparing to Live»            | Ендрю Бернштейн | Джош Фрідмен і Девід С. Ґоєр | 24 вересня 2021         |
| Селдон зі своїми послідовниками вирушає на повільному зорельоті до Термінуса. В польоті Ґаал закохується в прийомного сина Селдона — Рейча, та вагітніє від нього. Інженерка Лоурі відмовляє Ґаал від пологів. Ґаал виявляє, що план Селдона неповний і критикує Фундацію за те, що вона вирішує які знання й цінності лишити, а яким дати загинути. Тим часом середній клон імператора (День) підозрює в організації теракту послів двох планет (Анакреона і Феспії), які ворогують між собою. Старший клон (Сутінь) цікавиться Церквою Провидців, намагаючись дізнатися майбутнє, та чує від послів про невідому силу, що загрожує державі. Молодший же клон імператора (Світанок) виявляє, що його наставниця Демерзель — робот, хоча роботів давно винищено. День вирішує продемонструвати народу свою владу, для чого судить послів і віддає наказ про бомбардування їхніх планет. Рейч несподівано вбиває Селдона і кидає Ґаал в капсулу, яку запускає у відкритий космос. |                                                 |                 |                              |                         |
| 3 | «Привид математика» «The Mathematician's Ghost» | Алекс Ґрейвс    | Олівія Парнелл               | 1 жовтня 2021           |
| Через 19 років після падіння «Зоряного моста» Брат Сутінь повинен піти на евтаназію. Він стурбований тим, що не зберіг спадку своїх предків і відвідує залишки космічної станції. Минає ще 17 років і наступний Брат Світанок наказує знищити залишений предком мурал як останню згадку про «Зоряний міст». У той час послідовники Селдона прибувають на Термінус і виявляють там Сховище, оточене полем, згубним для всього живого. Планета розбудовує місто, а розвідниця Сальвор Гардін розкриває, що поле навколо Сховища з кожним роком розширюється. Сальвор вірить, що це частина плану Селдона. Несподівано до Термінуса без попередження прибувають три зорельота з Анакреона. Колоністи вирішують послати сигнал про допомогу Імперії. Вночі Сальвор женеться за дитиною, яка біжить до Сховища, але потрапляє в засідку ворогів. Ті кажуть, що прибули забрати свою власність. |                                                 |                 |                              |                         |
| 4 | «Варвари біля воріт» «Barbarians at the Gate»   | Алекс Ґрейвс    | Лорен Белло                  | 8 жовтня 2021           |
| Помирає керівниця релігійної течії люмінізму. Її наступниця стикається з конкуренткою, котра відроджує ортодоксальну доімперську догму, згідно з якою клони не мають душі. Поширення цього вірування загрожує владі імператорського роду. Брат День винить Брата Сутінь в тому, що він знав про це від Селдона, але проігнорував попередження. Брат Світанок намагається вчинити самогубство, але виживає і знайомиться з садівницею, якою дедалі більше цікавиться. Анакреонці вимагають від Сальвор провести їх до Сховища, підозрюючи, що вона керує захисним полем. Сальвор вирушає туди з лідеркою нападників, Фарою, вона непритомніє і опиняється в полоні. Не дочекавшись Фари, анакреонці беруть місто в облогу. Фара пояснює, що в Сховищі міститься навігаційний модуль, потрібний її народу, щоб знайти іншу придатну для життя планету. Між тим невідомий зореліт знаходить капсулу з Ґаал. |                                                 |                 |                              |                         |
| 5 | «Перед пробудженням» «Upon Awakening»           | Алекс Ґрейвс    | Лі Дана Джексон              | 15 жовтня 2021          |
| У минулому Ґаал Дорнік під тиском оточення змушена була втопити свого колишнього вчителя, який заперечував віру в таємничого Сплячого. Ґаал завдяки книзі вчителя усвідомила, що затопленню Синнакса можна завадити завдяки математиці і потай з'язалася з Гері Селдоном, через що від неї відрікся рідний батько. До Термінуса прилітає імперський зореліт, відправлений Братом Сутінню. Проте Фара, як виявляється, зумисне здалася в полон, щоб зсередини вивести комунікації прихованим пристроєм. Анакреонці будують зенітну гармату, яку маскують і збивають нею прибулий зореліт. Ґаал прокидається з анабіозу на борту автоматичного зорельота «Ворон» через 34 роки. З записів у бортовому комп'ютері вона дізнається, що її та Рейча звинувачено у вбивстві Селдона, а Рейча було страчено. Щоб дізнатися мету польоту, Ґаал виконує розрахунки та з'ясовує, що зореліт прямує на рідну планету Селдона, Гелікон. Несподівано вона бачить на борту пораненого, проте живого Селдона. |                                                 |                 |                              |                         |
| 6 | «Смерть і Діва» «Death and the Maiden»          | Дженніфер Фенг  | Маркус Гардлі                | 22 жовтня 2021          |
| Брат День, порушивши багатовікову традицію, покидає Трентор і відлітає на планету Діва, щоб вирішити суперечку між претендентками на керування люмінізмом. Він схиляє на свій бік Зефір Гілат, обіцяючи побудувати на планеті станцію опріснення води. Проте Зефір Га́ліма втручається в церемонію промовою, де критикує імперське клонування. Демерзель підтримує Галіму. На Тренторі Брат Світанок закохується в садівницю Азуру Оділл, і розкриває їй свою найбільшу таємницю: він має генетичні вади, відсутні в попередніх клонів (дальтонізм). Брат Сутінь підозрює, що зі Світанком щось негаразд. На Термінусі анакреонці захоплюють місто та відправляють його жителів разом з уцілілим командування імперського зорельота на відновлення «Інвіктуса» — загубленого в давнину космічного лінкора, здатного знищувати планети. Сальвор завдяки допомозі двох дітей тікає з міста і приєднується до свого батька Аббаса та нареченого Теспіна. Вони планують підірвати транспорт анакреонців, але Сальвор непритомніє під дією Сховища та бачить у видінні справжній замисел Селдона. Виявляється, Селдон сам попросив Рейча вбити його, а потім наказав рятуватися в капсулі. Проте Рейч помістив у капсулу замість себе Ґаал. Аббас ціною свого життя підриває транспорт анакреонців, але Сальвор і Теспіна захоплює Фара та відправляє керувати «Інвіктусом». |                                                 |                 |                              |                         |
| 7 | «Таємниці та мученики» «Mysteries and Martyrs»  | Дженніфер Фенг  | Кейтлін Сондерс              | 29 жовтня 2021          |
| Фара вирушає з полоненими дослідити корабель-привид «Інвіктус», зниклий 700 років тому. Дорогою декілька учасників команди гинуть, а коли вдається потрапити на борт, виявляється, що «Інвіктус» регулярно стрибає за випадковими координатами і наступний стрибок уже скоро. Сальвор з іншими полоненими піднімає бунт, але Фара придушує його і вимагає взяти корабель під контроль, щоб спрямувати його на Трентор. На Діві Брат День схвильований зростанням популярності Галіми, яка виявляється непідкупною та вимагає, щоб династія бездушних клонів припинилася. Брат День вирішує переконати її послідовників, що він має душу, здійснивши найсвятіше паломництво люмінізму. На Тренторі Азура дізнається, що коли генетичні відхилення Брата Світанка викриються, його замінять запасним клоном. Тому Азура пропонує Братові Світанку втекти. Ґаал на борту «Ворона» виявляє, що Селдон оцифрував свою особистість і помістив її в кинджал, який Рейч кинув до капсули. Селдон пояснює, що несподівані стосунки Ґаал з Рейчем порушили його плани щодо Фундації: Рейч на прохання Селдона мав убити його, щоб той постав мучеником, який надихатиме Фундацію, а Ґаал мусила очолити Фундацію на Термінусі. Ґаал розгнівана тим, що в жодному варіанті їй не було місця разом з Рейчем. В цей час «Ворон» входить у пояс уламків і Ґаал розуміє, що всі її попередні ключові вчинки були зумовлені здатністю до передбачення. |                                                 |                 |                              |                         |
| 8 | «Загублена частинка» «The Missing Piece»        | Роксанн Доусон  | Сара Нолен                   | 5 листопада 2021        |
| Сальвор, Фара та її загін наближаються до містка «Інвіктуса». Сальвор вдається зачинитися на містку з товаришем, де вона розуміє, що зореліт потребує живої людини для навігації. Тим часом її напарник Г'юго, котрий загубився в космосі, дістається до антени зв'язку та викликає допомогу. Феспійські винищувачі починають обстрілювати «Інвіктус», але Фара вривається на місток, не давши Сальвор підімкнутися до систем зорельота і він стрибає за невідомими координатами. На «Вороні» Гері роз'яснює Ґаал свій план створити Другу Фундацію на Геліконі, але відмовляється розповісти навіщо. Ґаал вимагає відпустити її, вона розбиває панель керування температурою, що загрожує їй смертю від перегріву. Гері дозволяє Ґаал полетіти і вона, лігши до капсули, вирушає на Синнакс попри те, що політ триватиме 138 років. Брат День вирушає в священну подорож по спіральному шляху в пустелі, який повинен подолати без жодних пристроїв. Єдине, що він бере — це амулет Демерзель. Після виснажливої дороги він входить у печеру, де повинен отримати видіння. Перед лідерами люмінізму Брат День розповідає, що побачив видіння квітки з трьома пелюстками. Це витлумачують як подібність трьох клонів імператора до трьох богинь, і визнають, що клони мають душу, а заперечення цього — святотацтво. Зефір Гілат очолює люмінізм, а Зефір Ґаліму Брат День наказує Демерзель убити. Демерзель засмучена наказом, але змушена підкоритися і вбиває Ґаліму отруєним дотиком. Під час польоту на Трентор Демерзель розуміє, що Брат День не мав жодного видіння, а описав квітку, яку бачив у її кімнаті.                                      |                                                 |                 |                              |                         |
| 9 | «Перша криза» «The First Crisis»                | Роксанн Доусон  | Вікторія Морроу              | 12 листопада 2021       |
| Льюїс із команди Сальвор підмикається до «Інвіктуса» та ціною життя спрямовує зореліт до Термінуса. Отямившись першою після стрибка, Сальвор викрадає космічний човник і знаходить Г'юго. Відчуваючи щось недобре, вона сама вирушає на Термінус, де виявляє, що поле Сховища охопило цілу планету, приспавши всіх на ній. На Тренторі Брат Сутінь натякає Братові Світанку, що знає про його генетичні відхилення. Злякавшись, що його замінять здоровим клоном, Брат Світанок тікає з палацу завдяки підказкам, залишеним Азурою. Він знаходить її на одному з рівнів міста, але потрапляє в засідку. Азура виявляється учасницею змови проти імперської влади. Кров клона імператора (у якій містяться нанороботи) переливає собі двійник, який пояснює, що генетичні відхилення спричинили заколотники, щоби Брат Світанок почувався неповноцінним і сам утік з палацу. Тепер його повинен замінити двійник для виконання таємничого плану. Проте лігво заколотників знаходить Брат Сутінь. Його загін убиває всіх, крім Азури та Брата Світанка, яких забирає з собою. Опинившись на Термінусі, Сальвор розгадує як відчинити Сховище. Воно розділяється на дві частини, між якими відкривається прохід. Але втручаються феспійці, яких в свою чергу бере на приціл Фара. Побачивши активацію Сховища, Фара стріляє в нього. Сальвор застрелює Фару, а за мить із проходу виходить Селдон. |                                                 |                 |                              |                         |
| 10 | «Стрибок» «The Leap»                            | Девід С. Ґоєр   | Девід С. Ґоєр                | 19 листопада 2021       |
| Селдон пояснює, що Сховище — це його труна, автоматично перебудована як вмістилище копії його свідомості. Сховище випередило зореліт колоністів і пробудилося подіями на планеті. Селдон закликає Фундацію, анакреонців і феспійців примиритися та разом будувати нову цивілізацію. Щоб приховати це від Імперії, він радить скористатися двигуном «Інвіктуса», створивши ілюзію ніби зоря Термінуса вибухнула. Потім Селдон вирушає назад у Сховище. Сальвор допитується навіщо той насилав їй видіння, проте Селдон здивований і каже, що не робив цього. За кілька місяців анакреонці та феспійці остаточно оселяються на Термінусі, а Г'юго стає капітаном «Інвіктуса», який активно відновлюється. Сальвор дізнається від матері, що її створено на основі ДНК Ґаал і Рейча. Тоді Сальвор вирішує розшукати їх і відлітає з планети. Брат День вигадує для Азури покарання — її до самої смерті від старості підтримуватимуть живою, але позбавленою будь-яких відчуттів. Також він наказує вбити всіх, з ким Азура була досі знайома, щоб від неї не лишилося сліду в історії. Проте він жаліє Брата Світанка й визнає, що клони повинні відрізнятися від оригіналу. Це гніває Брата Сутінь, між клонами стається бійка. Демерзель, хоча й сама не бажає цього, убиває Брата Світанка. Однак пізніше Брат День довідується, що всі нині живі клони імператора теж мають генетичні недоліки. Ґаал досягає Синнакса та падає в капсулі в океан планети. Їй вдається розшукати свій дім, але він покинутий і затоплений. Та поруч вона виявляє капсулу з Сальвор, яка розповідає, що в пошуках Ґаал зазнала тут аварії, і передає їй банк даних Селдона. |                                                 |                 |                              |                         |

### Другий сезон
| № серії (загалом) | № серії (в сезоні) | Назва серії                                                      | Режисер(и)     | Сценарист(и)                         | Оригінальна дата виходу |
| --- | ------------------ | ---------------------------------------------------------------- | -------------- | ------------------------------------ | ----------------------- |
| 11 | 1                  | «У тіні Селдона» «In Seldon's Shadow»                            | АлексҐейвс     | Девід С. Ґоєр і Джейн Еспенсон       | 14 липня 2023           |
| Оцифрований Селдон міститься в банку даних, Верховному Радіанті, куди його ув'язнила Ґаал перед тим, як лягти в кріокапсулу. Ґаал і Сальвор знайомляться та планують повернутися на Термінус. Вони піднімають корабель Сальвор на поверхню, але не можуть його полагодити. Селдон звільняється і допомагає, хоча він розлючений діями Ґаал, які поставили під загрозу його план. Брат День (Клеон XVII) переживає спробу вбивства та планує одружитися з королевою Сарет, правителькою Хмарного Домініону. Його майбутня наречена проте зверхньо ставиться до нього та імперії, що дедалі слабне. Величезні кільця навколо Трантора вона сприймає як ознаку відсутності інших досягнень. Брат День підозрює, що Світанок і Сутінь хотіли його вбити, але його підозри не підтверджуються. Тоді він дізнається, що Фундація можливо вціліла і вирішує зібрати більше інформації, перш ніж діяти. |                    |                                                                  |                |                                      |                         |
| 12 | 2                  | «Відблиск темряви» «A Glimpse of Darkness»                       | Девід С. Ґоєр  | Джейн Еспенсон і Девід С. Ґоєр       | 21 липня 2023           |
| На планеті Сівенна, покинутій Імперією, діють двоє місіонерів Фундації, Константа та Полі Верісоф. Від імені Церкви Галактичного Духа вони поширюють знання й технології, які дозволять підготувати армію для війни проти імперії. Демонструючи «диво», вони отримують терміновий наказ повертатися на Термінус. Як з'ясовується, Сховище знову відкрилося. Брат День за порадою Демерзель наказує випустити з в'язниці генерала Бела Ріоса, щоб протистояти Фундації. Селдон пояснює Ґаал і Сальвор, що хотів створити Другу Фундацію, що таємно коригувала б діяльність Першої, але тепер її немає і план порушено. Скоро мусить статися Друга криза. Ґаал користується своєю здатністю до передбачень і бачить у майбутньому завойовника Мула, що вбив Сальвор і загрожує їй. Селдон вирішує летіти на іншу планету, де можуть бути його послідовники. Коли Сховище активується, воно передає лише одне повідомлення: знайти Гобера Меллоу. |                    |                                                                  |                |                                      |                         |
| 13 | 3                  | «Король і простолюдин» «King and Commoner»                       | Девід С. Ґоєр  | Лей Дана Джексон і Джейн Есперсон    | 28 липня 2023           |
| Сальвор, Ґаал і Селдон прибувають на колишню шахтарську планету Уна. Вона давно покинута, проте Селдон радить дослідити монумент, де Ґаал зустрічає дослідницю Калле, що вважалася померлою кілька століть тому. Селдон закривається з Калле та каже летіти без нього, якщо він не повернеться за шість годин. Демерзель повертає Бела Ріоса на Трантор. Брат День переконує його очолити експедицію для дослідження чи становить Фундація небезпеку. За це імператор повертає Белу його чоловіка Ґлейвена Курра, якого нібито стратили шість років тому. Бел і Ґлейвен згодом відлітають до Сівенни. Константа та Полі отримують завдання доставити на Термінус Гобера Меллоу, що виявляється шахраєм і авантюристом. Меллоу продає правителю планети Корелл особистий телепорт, здатний обміняти його місцями з іншою людиною. Під прикриттям цього він викрадає коштовний камінь і його засуджують до страти. Константа та Полі безуспішно намагаються врятувати Меллоу. За мить до страти той міняється місцями з правителем і тікає до зорельота Фундації. Константа з Полі встигають застрибнути слідом і нейтралізувати Меллоу. Сальвор і Ґаал готуються відлетіти без Селдона, але на заваді стають автономні шахтарські дрони. Раптом вони відволікаються на щось у монументі. Ґаал помічає Селдона і, врятувавши його, виявляє, що Селдон знову став живою людиною. Сам Селдон не може пояснити як це сталося. |                    |                                                                  |                |                                      |                         |
| 14 | 4                  | «Де зорі розсипані рідко» «Where the Stars are Scattered Thinly» | Марк Тондерай  | Лей Дана Джексон і Девід С. Ґоєр     | 4 серпня 2023           |
| Сарет і Світанок зближуються через взаємну недовіру до Дня. Як вважає Сарет, День організував убивство її родини, щоб зробити своєю дружиною. Тому вона заручається підтримкою охоронця, щоб знайти відео з камер спостереження. Сутінь і його конкубіна Рю згадують свій минулий роман, і Сутінь показує записи їхньої зустрічі. Бел Ріос і Ґлейвен десантуються на Сівенну, щоб зустрітися з інформатором Дуцемом Барром, який працює на Імперію. Той демонструє технології «магів» Фундації, що випереджають рівень розвитку Імперії. Але розлючений натовп вимагає вбити прибульців і вони втікають після того, як Барр приймає отруту. Ріос стріляє в Барра, щоб дати йому гідну смерть. Полі, Константа й Меллоу заходять у Сховище на Термінусі, де час для кожного плине по-різному. Вони зустрічаються з Селдоном, який дає їм місії, щоб запобігти війні з Імперією. Гобер отримує завдання на іншій планеті та забирає зореліт Полі та Константи, котрі залишаються на Термінусі. |                    |                                                                  |                |                                      |                         |
| 15 | 5                  | «Передбачене та побачене» «The Sighted and the Seen»             | Алекс Ґрейвз   | Джоел Корнетт і Джейн Есперсон       | 11 серпня 2023          |
| Сальвор, Ґаал і Селдон прилітають на Іґніс, де мала бути заснована Друга Фундація. Селдон пересвідчується, що він справді має органічне тіло. Ґаал під час розвідки зустрічає Г'юго, але це виявляється замаскований учасник місцевого товариства телепатів. Після видіння Рейча Селдон наказує сховати Верховний Радіант у такому місці, де він сам його не знайде. На Трантор Сарет шукає докази причетності Дня до смерті її родини. Вона отримує запис замаху на імператора, де бачить, що Демерзель — це робот. Сарет заявляє Дню, що не одружиться, поки той не розшукає організаторів замаху, довівши цим, що справді має владу. Між тим Світанок і Сутінь підозрюють, що День таємно редагував їхні спогади. Вони добувають меморіум — сховище спогадів усіх імператорів генетичної династії. Сутінь із подивом виявляє, що перший імператор Клеон мав набагато більше спогадів, ніж усі його клони. Він звертається за поясненнями до штучного інтелекту на основі пам'яті Клеона I, але той заявляє, що клонам не треба знати всі деталі. На Іґнісі керівниця телепатів Теллем пояснює, що може читати думки людей. Коли гості покидають її святилище, вона наказує знайти та знищити Верховний Радіант аби завадити створенню Другої Фундації. |                    |                                                                  |                |                                      |                         |
| 16 | 6                  | «Чому боги зробили вино» «Why the Gods Made Wine»                | Алекс Ґрейвз   | Девід С. Ґоєр і Джейн Есперсон       | 18 серпня 2023          |
| Теллем сперечається з Ґаал щодо правдивості її видінь. Як вважає Теллем, Ґаал побачила те, що навіяв їй Селдон. Тоді Ґаал дозволяє їй прочитати спогад про видіння і телепатка переконується, що загроза Мула реальна. Через це Теллем хоче лишити Ґаал на Іґнісі, щоб вона керувала телепатами. Селдон вороже ставиться до неї. Тоді Теллем насилає на Ґаал і Сальвор ілюзію нібито Селдон полетів з планети. Насправді вона лишає Селдона помирати під припливом. Перед загрозою смерті Селдон пригадує своє минуле. В дитинстві він розрахував рух стада тварин і вижив у його гущі. Потім це привело його до ідеї, що поведінку великих груп людей можна передбачити математично. Селдон винайшов науку психоісторію, якою зацікавилася імперська влада. Його дружина Янна допомогла створити прототип Верховного Радіанта, який прагнула добути доктор Таджі. Отримавши відмову, вона викрала Янну задля обміну на Радіант. Однак, Селдон зрозумів, що його дружину вбили, і спланував помсту. Він заманив Таджі на шлях, яким бігло стадо і розтоптало дослідницю. Гобер Меллоу паралельно летить на виконання таємничої місії Селдона. У відкритому космосі він стикається з величезним зорельотом генетично модифікованих навігаторів. Полі та Константа вирішають на Трантор як посли Фундації. Там їх зустрічають як звичайних гостей, а потім заарештовують. |                    |                                                                  |                |                                      |                         |
| 17 | 7                  | «Необхідна смерть» «A Necessary Death»                           | Марк Тондерай  | Ерік Карраско та Девід Коб           | 25 серпня 2023          |
| Сарет дізнається, що Демерзель убила її родину на замовлення Брата Дня. Через це вона вирішує не народжувати Дню спадкоємця, а зачати наступного імператора від Світанка. Розуміючи, що з завершенням генетичної династії він стане непотрібним, Світанок погоджується. Гобер Меллоу пояснює навігаторам і їхній керівниці Тримачці Світла, що координати їхньої зустрічі передбачив Селдон і пропонує союз із Фундацією в обмін на постачання речовини, без якої навігатори не можуть жити. Він зауважує, що зорельоти Фундації не потребують навігаторів і Імперія охоче заволодіє цією технологією. Проте Тримачка Світла здає Меллоу в полон Белу та Ґлейвену. Йому вдається втекти, через що Бел і Ґлейвен задумуються про повстання проти Імперії. Полі та Константа постають перед імператором. Тоді виявляється, що Селдон помістив свою свідомість у Константу і погрожує Імперії війною. Брат День відповідає, що Селдон не передбачив кінець генетичної династії, а отже не має тої сили, про яку заявляє. Ґаал розуміє, що телепати приховують від неї щось, і викрадає човен, яким допливає до місця вбивства Селдона. Там, біля тіла Селдона, Теллем топить і її також. |                    |                                                                  |                |                                      |                         |
| 18 | 8                  | «Остання імператриця» «The Last Empress»                         | Роксанн Доусон | Ліз Фанг, Едді Рой Маніс і Боб Олтра | 1 вересня 2023          |
| Брат Сутінь довідується від покоївки Сарет, Рю, що Хмарний Домініон розробив технологію відновлення прихованих спогадів, і задумується, що його власні спогади могли бути приховані. Вони обговорюють ким насправді є Демерзель і що, можливо, вона фактична правителька Імперії, яка маніпулює клонами імператора Клеона. Сутінь розповідає про війну між людьми та роботами, що сталася в давнину, і в якій роботи перемогли. Він зауважує, що в Демерзель є скринька з зображенням восьми планет, і таке ж зображення є на муралі в палаці. Полі та Константу засуджують до страти, але їх рятує Гобер Меллоу. Імператор ледве не гине, Меллоу та Константа тікають, а Полі схоплюють імперські охоронці. День вирішує полетіти до Фундації особисто. Бел та Ґлейвен роблять висновок, що імперія вразлива як ніколи раніше. Вони наздоганяють зореліт Меллоу та запрошують на борт. Сальвор опинилася в ув'язненні під дією пристроїв, які заглушують її здібності. Вона спілкується з копією Селдона в Радіанті, і той підказує як зламати пристрої та втекти. Потім він здогадується, що існує декілька квантово пов'язаних копій свідомості Селдона. Вирішивши, що згаданий Сальвор Гобер Меллоу важливий, Селдон надсилає його ім'я на Термінус, де воно з'являється в минулому. В той час Ґаал готують до церемонії: Теллем хоче перенести свою свідомість до її молодого тіла. Брат Сутінь і Рю, скориставшись відсутністю Брата Дня на Транторі, проходять до таємної кімнати за муралом, де зустрічають образ імператора Клеона I. |                    |                                                                  |                |                                      |                         |
| 19 | 9                  | «Давно, не так далеко звідси» «Long Ago, Not Far Away»           | Роксанн Доусон | Джейн Еспенсон і Ерік Карраско       | 8 вересня 2023          |
| Брат Сутінь і Рю дізнаються як Клеон I в дитинстві знайшов у своєму палаці потаємну кімнату, а в ній — розібрану Демерзель. Робот став його єдиним другом і Клеон I вирішив зібрати й випустити її. Клеон I добув деталі, що зняли з Демерзель заборону на вбивство людей, крім самого імператора. Переймаючись за майбутнє імперії, правитель започаткував династію клонів, якими керувала б Демерзель і таким чином майбутнє галактики лишалося б незмінним. Сальвор вривається на церемонію переселення Теллем у тіло Ґаал. Обоє тікають до зорельота, де їх рятує вцілілий Селдон. Брат День прилітає до Термінуса з пропозицією здатися та повертає Полі як доказ своєї чесності. Він зустрічається з копією Селдона в Сховищі та вимагає визнати, що психоісторія хибна в обмін на помилування. Але Селдон не погоджується і імператор наказує готуватися до бою. Фундація атакує його з «Інвіктуса», в розпал бою винищувач, пілотований Ґлейвеном, падає на Термінус. Брат День виносить вирок: підбити «Інвіктус» і скинути його на планету. Бел після прощання з Ґлейвеном погоджується розпочати атаку. «Інвіктус» падає на столицю Фундації та розколює планету. Демерзель терміново повертається на Трантор. |                    |                                                                  |                |                                      |                         |
| 20 | 10                 | «Міф про створення» «Creation Myths»                             | Алекс Ґрейвз   | Девід С. Ґоєр і Ліз Фанґ             | 15 вересня 2023         |
| Селдон пояснює, що він з Ґаал обманули Теллем, навіявши їй ілюзію власної смерті. Звільнені телепати вирішують прийняти вчення Фундації та заснувати Другу Фундацію. Проте Теллем, яка встигла переселитися в хлопчика, вбиває Сальвор перед тим, як загинути остаточно. Демерзель прибуває на Трантор, де вбиває Брата Сутінь і Рю, перед цим розповівши, що це вона організувала замах на Брата Дня. Таким чином вона змусила його задуматися про одруження, а тепер покладе вину за замах на Сарет, чим переконає Дня в правильності продовження династії лише через клонування. За її наказом Сарет заарештовують і готуються стратити. Та Брат Сутінь непомітно лишив на шиї Демерзель позначку, з якої Брат Світанок розуміє, що це неправда. Світанок визволяє Сарет і вони вдвох тікають з Трантора. На орбіті Термінуса Брат День віддає наказ зібрати весь флот для послідовного знищення всіх планет, де діяла Фундація. Бел відмовляється виконувати це, кажучи, що такий каральний захід тільки спровокує більше повстань. Тоді Тримачка Світла бере командування флотом. Однак, вона задає координати таким чином, що всі зорельоти телепортуються один в одного, взаємно знищуючись. Бел б'ється з Братом Днем, поки той не викидає Бела з флагмана. Проте Бел завдяки телепорту, даному Гобером, міняється місцями з Братом Днем, який задихається у відкритому космосі. Розуміючи, що скоро загинуть, Бел і Гобер випивають вино, яке Гобер весь час возив з собою. Оскільки є одна незаблокована капсула для порятунку, її віддають Константі. Пізніше Константа натикається в космосі на Сховище, в якому Селдон сховав усіх представників Фундації перед вибухом планети. Як пояснює Селдон, він пожертвував Терміносом, змусивши імперію вважати, що Фундацію переможено. На Іґнісі Ґаал і Селдон домовляються використати анабіозні капсули, щоб дожити до епохи, коли з'явиться Мул, і змогти йому протистояти. Демерзель пробуджує запасні копії Брата Світанка, Дня та Сутені. Вона запевняє їх, що попри втрату флоту імперія існуватиме далі, та показує, що викрала Верховний Радіант, за допомогою якого тепер може передбачати майбутнє. Через 152 роки, в розпал битви, Мул відчуває, що Ґаал прокинулась. |                    |                                                                  |                |                                      |                         |

### Третій сезон
| № серії (загалом) | № серії (в сезоні) | Назва серії                                                     | Режисер(и)         | Сценарист(и)                      | Оригінальна дата показу |
| --- | ------------------ | --------------------------------------------------------------- | ------------------ | --------------------------------- | ----------------------- |
| 21 | 1                  | «Пісня для кінця усього» «A Song for the End of Everything»     | Девід С. Ґоєр      | Девід С. Ґоєр та Джейн Есперсон   | 11 липня 2025           |
| Через 152 роки Імперія втратила понад 800 планет, якими тепер офіційно володіє Фундація. Мул використовує контроль над розумом, щоб захопити незалежну планету Калґан. Світанок і Демерзель зустрічаються з Галактичною Радою, щоб продати зброю Торговцям і підірвати вплив Фундації. Сутінь готується до самоспалення, а День веде гедоністичне життя. Капітан Фундації, Ган Прічер, та його партнерка Сефона, намагаються зібрати докази того, що Імперія допомагає Торговцям. Вони зазнають невдачі, але Прічер переконаний, що справжньою загрозою для Фундації є Мул. Мер Індбур з Нового Термінуса відхиляє його план розслідувати справу Мула. Тоді Прічер краде корабель Індбура та вирушає на Калґан. Ґаал прокидається від анабіозу, поки Демерзель презентує імператорам прогноз Верховного Радіанта, згідно з яким через 4 місяці галактиці загрожує невідома подія. |                    |                                                                 |                    |                                   |                         |
| 22 | 2                  | «Тінь у математиці / Shadows in the Math»                       | Тім Саутем         | Лі Дана Джексон та Кейтлін Перріш | 18 липня 2025           |
| На Іґнісі Гарі та Ґаал прокидаються від анабіозу. Гарі вирішує більше не лягати в анабіоз, щоб створити Другу Фундацію, головною зброєю якої буде телепатія. Коли Ґаал прокидається наступного разу, Гарі постарів, а Прім Палвер стає очільником Другої Фундації. Гарі зникає з таємничою жінкою. На Транторі Сутінь домагається відтермінування свого самоспалення через наближення наступної кризи. День відмовляється бути присутнім на церемонії сходження на престол Світанка. На Калгані молодята Торан Меллоу та Бейта слідкують за поширенням впливу Мула. В іншому місці Калгану Мул демонструє військовим свою силу навіювання. Сутінь відвідує таємне будівництво суперзброї, зробленої на основі «Інвіктуса». Тим часом Світанок зв'язується з Ґаал, щоб обговорити майбутню загрозу Мула. |                    |                                                                 |                    |                                   |                         |
| 23 | 3                  | «Коли книги знаходять тебе / When a Book Finds You»             | Тім Саутем         | Ерік Карраско та Грег Гетц        | 25 липня 2025           |
| У минулому Світанок знаходить оригінал рукопису Гарі та розуміє, що його могла доставити на Трантор тільки Ґаал. Він зустрічається з проєкцією Ґаал у барі. Вони вдруге зустрічаються пізніше і Ґаал просить Світанка зупинити Мула. Капітан Прічер використовує Торана Меллоу та Бейту, щоб проникнути на вечірку, організовану Мулом. Торан гніває Мула своїми словами, і тікає з Бейтою, взявши Мулового музиканта, Магніфіко. Мул влаштовує розправу над своїми підданими. На Транторі, побоюючись неминучого катаклізму, День звертається за допомогою до Клавігера, керівника імперського гарнізону, щоб таємно покинути Трантор. Він хоче взяти з собою коханку Сонг, і розкриває їй, що Демерзель робот. Та Демерзель стирає Сонг пам'ять і розповідає, що вона була учасницею забороненого культу, який хоче повернення роботів. |                    |                                                                 |                    |                                   |                         |
| 24 | 4                  | «Стрес її уваги / The Stress of Her Regard»                     | Роксанн Доусон     | Джейн Еспенсон та Девід Коб       | 1 серпня 2025           |
| Демерзель зізнається релігійній посланниці Зефір Варелліс, що три століття тому вона організувала напад на Зоряний Міст, щоб запобігти страті Селдона й переконати імператорів у необхідності Фундації. Вона вважала, що Фундація — найкращий спосіб продовжити існування імперії. Ган Прітчер зустрічає Ґаал на Іґнісі. Прім Палвер допомагає Прітчеру розкрити, що Мул прочитав його розум, але Мул не дізнався про розташування Другої Фундації. Мучена своїми видіннями, Ґаал закликає Прітчера переконати Першу Фундацію підтримати війну проти Мула, позаяк Третя криза почнеться через 72 години. Еблінг Міс розмовляє з мером Нового Термінуса Індбуром та посолкою Квент про свою зустріч із Гарі Селдоном і розповідає, що в імператорів є Верховний Радіант. Квент і Сутінь досліджують прогноз Верховного Радіанта. День зустрічається з симуляцією оригінального Клеона I та запитує про придушенням ним культу Спадщини, що поклонявся роботам. Клеон I повідомляє, що справжньою метою знищення культу було добути інструменти для ремонту Демерзель. Світанок особисто зустрічається з Ґаал, але за нею стежать, і вони разом тікають на кораблі Ґаал. День винагороджує Клавігера за його службу, передавши йому своїх нанороботів. Але слідом він застрелює Клавігера, щоб лишити його як приманку. Поки Демерзель йде за хибним слідом, День тікає з палацу.                                                               |                    |                                                                 |                    |                                   |                         |
| 25 | 5                  | «Де тирани зустрічають вічність / Where Tyrants Spend Eternity» | Крістофер Дж. Бірн | Кейтлін Перріш та Лі Дана Джексон | 8 серпня 2025           |
| День підкуповує перехожого, щоб одягнути на нього свій обладунок і заплутати переслідувачів. Демерзель знаходить труп Клавігера. На Новому Термінусі капітана Прітчера лає мер Індбур за зустріч з Мулом і ув'язнює. Корабель Торана Меллоу, пошкоджений вогнем Мула, повертається на рідну планету Гейвен, де розбивається після того, як його комунікації виявляються пошкоджені, і його обстрілює ППО. Ґаал і Світанок вирушають на космічну станцію Кларіон, де Світанок шантажує місцевого лідера Вінода Таріска, щоб отримати флот для захоплення Калґана. Меллоу та його групу рятує його дядько Ранду. Бейта та Ранду обговорюють вплив музики Магніфіко та роль, яку вона може зіграти в перевазі Фундації над Імперією. Імперська армада оточує Калґан, але Мул лишив повідомлення, що вже покинув планету. Залишена ним вибухівка провокує зоряний спалах, який випалює Калґан і знищує армаду. Світанка наказують заарештувати, але він тікає завдяки ілюзії, створеній Ґаал. Потім Світанок змушує Ґаал зізнатися, що її метою було допустити знищення Імперії Мулом, аби потім Фундація перемогла його економічно й історія повернулася до плану, передбаченого Селдоном. Світанок надсилає повідомлення Сутені, перш ніж на нього нападає розгніваний Таріск і обох викидає з повітряного шлюзу в космос. На кораблі Ґаал несподівано з'являється Демерзель.                                                                   |                    |                                                                 |                    |                                   |                         |
| 26 | 6                  | «Форма часу / The Shape of Time»                                | Крістофер Дж. Бірн | Ерік Карраско та Девід С. Ґоєр    | 15 серпня 2025          |
| Мул стверджує, що його мучать сни про Ґаал, і він повинен її знищити, щоб сни припинилися. Демерзель повідомляє Ґаал, що Світанок загинув через неї та намагається вбити Ґаал. Однак, вона відступає, коли чує про Другу Фундацію та здатність Ґаал бачити майбутнє. Демерзель проникає в її свідомість і визначає, що сутичка Ґаал з Мулом відбудеться в імперській бібліотеці. Також Демерзель вловлює у видіння інфразвуковий сигнал чорної діри. День досліджує екзотичний ринок та зустрічається з Сонг. Він пропонує відновити видалені спогади про їхній спільний час, але вона відмовляється та наполягає, що більше не хоче мати з ним нічого спільного. Корабель, що перевозив Меллоу та Магніфіко, прибуває до Нового Термінуса, де їх затримують разом з капітаном Прітчером. Магніфіко дозволяють зіграти під час зустрічі фракцій Фундації, що сприяє їх об'єднанню. Відбувається затемнення, і Сховище відкривається, коли збираються лідери Фундації. З'являється Гарі Селдон і натякає на внутрішні розбіжності Фундації та зростання ролі фракції торговців, але на подив усіх нічого не знає про Мула. З'являється голограма Мула, яка показує битву в небі над Сховищем, коли його війська атакують Новий Термінус. Селдон відступає та запечатує Сховище. Відвідувачам доводиться боротися з впливом нульового поля та повітряного бомбардування. Демерзель передбачає, що Мул захопить флот Фундації та атакує Трантор. |                    |                                                                 |                    |                                   |                         |
| 27 | 7                  | «Кінець Фундації / Foundation's End»                            | Буде визначено     | Джейн Еспенсон та Грег Гетц       | 22 серпня 2025          |
| 28 | 8                  | «Шкіра у грі / Skin in the Game»                                | Буде визначено     | Кейтлін Перріш та Тайлер Голмс    | 29 серпня 2025          |
| 29 | 9                  | «Шлях, що обирає нас / The Paths That Choose Us»                | Буде визначено     | Джейн Еспенсон та Ерік Карраско   | 5 вересня 2025          |
| 30 | 10                 | Буде оголошено                                                  | Буде визначено     | Джейн Еспенсон і Девід С. Ґоєр    | 12 вересня 2025         |

## Виробництво
27 червня 2017 року стало відомо, що Skydance почали роботу над телесеріальною адаптацією циклу книг Айзека Азімова «Фундація» з Девідом Ґоєром і Джошем Фрідманом як сценаристами. 10 квітня 2018 року Apple оголосила про придбання шоу. Крім того, Ґоєра та Фрідмана назначили виконавчими продюсерами та шоуранерами. Крім них, до когорти виконавчих продюсерів долучилися Девід Еллісон, Дана Голдберг та Марсі Росс.
23 серпня 2018 року відбувся анонс, що Apple почала розробку першого десятисерійного сезону. Також дочка Азімова, Робін Азімова, має виконувати функції виконавчого продюсера. 18 квітня 2019 року Джош Фрідман покинув проєкт як співавтор шоу.
28 липня 2019 року у Troy Studios в Лімеріку, Ірландія, почалися зйомки серіалу. Раніше Troy Studios займалася серіалом «Ночеліт» від каналу Syfy. За словами Screen Ireland, серіал створив би понад 500 виробничих робочих місць на студії. 22 жовтня 2019 року анонсувалося, що Лі Пейс та Джаред Гарріс розглядаються як учасники акторського складу. Крім того, Девіда Ґоєра було затверджено як єдиного офіційного шоурунера серіалу. 12 березня 2020 року Apple припинила виробництво шоу в Ірландії через COVID-19.
22 червня 2020 року в рамках своєї Всесвітньої конференції розробників Apple випустила тизерний трейлер, оголосивши прем'єру у 2021 році. Прем'єра відбулася 24 вересня 2021 року, коли в Apple TV + вийшли два перших епізоди. Наступні епізоди виходили по одному щотижня
У жовтні 2021 року серіал було продовжено на другий сезон.
У січні 2023 вийшов трейлер другого сезону, в якому зазначалося, що сезон вийде влітку 2023.

## Відмінності від творів Айзека Азімова
В оригінальній серії романів Ґаал Дорнік чоловічої статі та не має детальної передісторії з романтичною лінією. Культура Синнаксу та роман Ґаал-жінки з Рейчем — це винахід творців серіалу. В книгах Ґаал старшого віку та має ступінь доктора. Поміщення Ґаал в анабіоз у серіалі слугує зручним способом перенести її між епохами, чого не було в Азімова. Сальвор Гардін в книгах також чоловік і посідає посаду мера Термінуса, тоді як у серіалі це жінка-розвідниця, доглядачка Сховища. Також чоловіком у книгах був радник імператора Ето Демерзель, а сам імператор не був клоном і правив одноосібно. Прийомний син Селдона, Рейч Фосс, фігурує в романі-приквелі до основної серії «Фундації» — «На шляху до Фундації». В ньому Рейч потрапляв під вплив ворогів Селдона, але не допустив його вбивства. Гарі Селдон у книжній «Фундації» помер від старості, лишивши голографічні повідомлення, щоб скеровувати своїх послідовників. Серіальний Селдон натомість підлаштовує своє вбивство, щоб постати мучеником і надихати продовжувати його справу.
Трантор в цілому відповідає книжному, за винятком Зоряного Мосту — ні цей космічний ліфт, ні теракт не згадується в Айзека Азімова. А ось повстання анакреонців наявне і в першоджерелі, і в серіалі, хоча в екранізації анакреонці радше виглядають жертвами змови. Сховище в книгах було запрограмоване відкриватися в ключові моменти історії, а в серіалі воно таємничіше, адже існувало на Термінусі до прибуття колоністів і має захисне поле.
У книгах не було королеви Сарет.

## Оцінки й відгуки
«Фундація» (перший сезон) зібрала 71 % позитивних рецензій на агрегаторі Rotten Tomatoes з середньою оцінкою 7/10.
Керолайн Фремке з «Variety» писала, що величезні хронологічні рамки оригінальної книжкової серії спонукають вдаватися до холодної епічності та хитрощів як протягнути головних персонажів крізь епохи. І в цілому це працює, хоча сюжетна лінія Сальвор при цьому губиться на фоні історії Гарі, Ґаал та імператорів. «…всього кілька епізодів „Фундації“ швидко доводять, що вона є одним із наймасштабніших науково-фантастичних епосів на телебаченні з розумною побудовою світу, розгорнутою режисурою та пишними візуальними елементами». До того ж серіал має натяки на стан сучасного світу, яким він став після терактів 11 вересня, та зачіпає проблеми сучасної політики, що часто діє в інтересах однієї конкретної людини, ігноруючи справді гідних лідерів.
На думку редакції BBC, «Фундація», як і інші знамениті твори Азімова, непридатна для екранізації. Тому в найкращому випадку виходить твір за мотивами, як фільм «Я, робот». «Фундація» ж, яка теж «за мотивами» очевидно витрачає багато коштів на гарну картинку, проте лишається «холодною та математичною». «Apple відчайдушно прагне їхньої власної „Гри престолів“, тобто великої науково-фантастичної епопеї, якій вдається захопити весь світ… Проте цей серіал потрапляє в пастку того, що все стильно, без змісту».
Як писав Браян Лоурі для CNN, «Широкий розмах оповіді спонукав до порівнянь з іншими екранізаціями літературних епосів, серед них „Дюна“ та „Гра престолів“. Проте „Фундація“, як на краще, так і на гірше, відчувається як самобутня проба…». Це історія про пошуки тієї основи, що лишиться для відбудови суспільства з попелу і «Режисери фільму вдало стверджують, що в книгах Азімова достатньо матеріалу, аби „Фундація“ могла виходити цілих вісім сезонів, як і „Престоли“, і враховуючи, що вступ копає зовсім неглибоко, це, безперечно, здається можливим».
Бенджі Вілсон із «The Telegraph» писав: «Звичайно, монументальна подорож, спрямована на порятунок людства та відбудову цивілізації, насправді не є підставою для викрутасів і реготу, але химерна претензійність, яка пронизує „Фундацію“, змушує цю історію всього людства почуватися позбавленою, ну, людяності». Відзначалося, що розмах сюжету швидше не рухає його, а маскує деякі оповідні провали, як-от раптове кохання між Ґаал і Рейчем. Головною проблемою серіалу називалася відсутність чітких головних персонажів, а наявні герої справляють враження роботів, які говорять пафосними фразами. Тому «Одним з найкращих персонажів на сьогодні є беземоційний андроїд на ім'я Демерзель».
Згідно з «Inverse», другий сезон робить серіал цікавішим і відхилення від літературних першоджерел ідуть на користь. Завдяки зміні персонажів, запровадженню нових дійових осіб, і невідомим досі сюжетним лініям, серіал «Фундація» досягає того, чого не вистачало книгам: у творі про майбутнє стало важко передбачити, що станеться попереду.

## Серіал українською
Для Apple TV+ в Україні серіал супроводжується українськими субтитрами.